# Orangutan
Orangutan (znanstveno ime Pongo) je rod človeku podobnih opic, ki izvorno živi v deževnih gozdovih Indonezije in Malezije.
So najbolj na drevesa vezani od vseh človeku podobnih opic. Prepoznavni so po proporcionalno dolgih rokah in kratkih nogah ter redko rdečkastorjavo dlako po telesu, ki s starostjo postaja temnejša. Odrasli samci tehtajo do 75 kg, samice pa pol manj. Pri dominantnih odraslih samcih se razvijejo izrazite lične gube, ki povečajo obraz. Ti samci se pogosto tudi oglašajo z dolgimi klici, ki jih ojača vratna golša, medtem ko so podrejeni mlajši samci bolj podobni samicam in se ne oglašajo.
So tudi najbolj samotarski od človeku podobnih opic, pri katerih se trdnejše vezi vzpostavljajo le med materjo in mladiči. Prehranjujejo se pretežno s sadjem, v manjši meri pa z drugimi deli rastlin, medom, žuželkami in ptičjimi jajci. Dosežejo lahko starost več kot 30 let. Orangutani veljajo za ene od najinteligentnejših prvakov, znani so po uporabi raznovrstnih orodij in gradnji zapletenih gnezd za prenočevanje. Domnevajo, da obstajajo kulturne razlike med populacijami.
Ime orangutan je prevzeto iz malajščine in pomeni dobesedno »gozdni človek«. Dolgo je veljalo, da vsi orangutani pripadajo eni vrsti, ki ji zdaj pravimo bornejski orangutan (Pongo pygmaeus). Leta 1996 je bil nato sumatrski orangutan (Pongo abelii) prepoznan kot samostojna vrsta, leta 2017 pa je bila opisana še tretja vrsta, tapanulski orangutan (Pongo tapanuliensis) z izoliranega območja gozda Batang Toru na Sumatri. Vse tri so skrajno ogrožene, saj človekove aktivnosti močno posegajo v številčnost in življenjski prostor. Ogroža jih divji lov in uničevanje habitatov zaradi izsekavanja deževnih gozdov za les ter prostor za pridelavo palmovega olja.